# Mayorella
Mayorella – rodzina ameb należących do gromady Discosea wchodzącej w skład supergrupy Amoebozoa.
Należą tutaj następujące gatunki:
- Mayorella augusta Schaeffer, 1926[2]
- Mayorella bigemma Schaeffer, 1918[3]
- Mayorella cantabrigiensis Page, 1972[2]
- Mayorella gemmifera Schaeffer, 1926[4]
- Mayorella kuwaitensis (Page, 1982)[4]
- Mayorella penardi Page, 1972[2]
- Mayorella pussardi Hollande, Nicolas i Escaig, 1981[4]
- Mayorella vespertilioides Page, 1983[2]
- Mayorella viridis (Leidy, 1874) Harnisch, 1968[2]